# Wilfried Wesemael
Wilfried Wesemael (Aalst, 13 gennaio 1950) è un ex ciclista su strada e pistard belga.
Professionista dal 1974 al 1982, vinse una tappa alla Vuelta a España 1975 e il Tour de Suisse 1979.

## Palmarès

### Strada
- 1971 (dilettanti)

Meldert-Aaalst
- 1972 (dilettanti)

Hekelgem
Peisegem Merchtem
- 1974 (M.I.C. - De Gribaldy - Ludo, una vittoria)

Kuurne-Bruxelles-Kuurne
- 1975 (Miko - De Gribaldy, una vittoria)

1ª tappa Vuelta a España (Marbella > Marbella)
- 1978 (TI - Raleigh, una vittoria)

Grand Prix de Cannes
- 1979 (TI - Raleigh, due vittorie)

Classifica generale Tour de Suisse
7ª tappa, 1ª semitappa Critérium du Dauphiné Libéré (Chambéry > Annecy)

#### Altri successi
- 1977 (Frisol - Gazelle - Thirion)

Kermesse di Zele
1ª tappa Vierdaagse van de Westkust (De Panne, cronosquadre)
- 1978 (TI - Raleigh)

4ª tappa Tour de France  (Évreux > Caen, cronosquadre)
- 1979 (TI - Raleigh)

Classifica a punti Tour de Suisse
- 1980 (TI - Raleigh - Creda)

Criterium di Nottingham

### Pista
- 1971 (dilettanti)

Campionati belgi, Inseguimento a squadre (con Roland Boulard, Eric Demeyer e Marc Van De Putte)
- 1972 (dilettanti)

Campionati belgi, Inseguimento a squadre (con Léonard Engelen, Lucien Zelck e Marc Van De Putte)
Campionati belgi, Inseguimento individuale
- 1973 (dilettanti)

Campionati belgi, Omnium
Campionati belgi, Americana (con Robert Maveau)

## Piazzamenti

### Grandi Giri
- Tour de France

1974: 73º
1975: fuori tempo massimo (7ª tappa)
1977: fuori tempo massimo (17ª tappa)
1978: 47º
1979: ritirato (3ª tappa)
- Vuelta a España

1975: 39º
1982: ritirato (4ª tappa)

### Classiche monumento
- Milano-Sanremo

1976: 10º
1977: 3º
1980: 75º
- Giro delle Fiandre

1974: 9º
1975: 32º
- Parigi-Roubaix

1979: 37º
- Liegi-Bastogne-Liegi

1974: 23º

### Competizioni mondiali
- Giochi olimpici

Monaco 1972 - Inseguimento individuale: 18º
Monaco 1972 - Inseguimento a squadre: 12º

### Competizioni europee
- Campionati europei

Belgio 1973 - Americana: 8°
Belgio 1973 - Derny: 4°